# Cantón de Sarapiquí
Cantón de Sarapiquí är en kanton i Costa Rica.   Den ligger i provinsen Heredia, i den centrala delen av landet, 60 km norr om huvudstaden San José.